# Sóc bay Basilan
Sóc bay Basilan, tên khoa học Petinomys crinitus, còn có tên là sóc bay Philippin hay sóc bay Mindanao, là một loài động vật có vú trong họ Sóc, bộ Gặm nhấm. Loài này được Hollister mô tả năm 1911. Chúng là loài đặc hữu của Philippin.
Loài này thường bị nhầm lẫn với loài sóc bay Mindanao (Petinomys mindanensis).